# Elyes Gabel
Elyes Gabel (AFI: [ˈɛliəs ɡəˈbɛl]) (Westminster, 8 maggio 1983) è un attore britannico.

## Biografia
Nato nel borgo londinese di Westminster, ma cresciuto, dopo aver trascorso con i genitori alcuni anni in Canada - tra Bristol e Manchester -, in una famiglia d'origini olandesi, anglo-indiane, irlandesi, algerine, francesi, spagnole e portoghesi, ha preso parte a numerose serie televisive di successo. È conosciuto soprattutto per aver interpretato il ruolo di Gurpreet "Guppy" Sandhu in Casualty dal 2001 al 2007.
Nel 2009 è in Waterloo Road nel ruolo di Rob Cleaver, nel 2010 invece è in Identity nel ruolo di DC Jose Rodríguez.
Nel 2011 è nel cast di Psychoville dove interpreta il ruolo di Shahruaz e fra il 2011 e il 2012 è nel cast de Il Trono di Spade dove ha il ruolo di Rakharo.
Tra il 2012 e il 2013 è nel cast principale di Body of Proof, in cui ha interpretato nell'ultima stagione il ruolo del detective Adam Lucas. 

Dal 2014 al 2018 ha interpretato il ruolo di Walter O'Brien nella serie televisiva Scorpion.

## Filmografia

### Cinema
- Boogeyman 3, regia di Gary Jones (2008)
- Kingdom of Dust, regia di Heath Jones (2011)
- Everywhere and Nowhere, regia di Menhaj Huda (2011)
- Welcome to the Punch - Nemici di sangue (Welcome to the Punch), regia di Eran Creevy (2013)
- World War Z, regia di Marc Forster (2013)
- Interstellar, regia di Christopher Nolan (2014)
- 1981: Indagine a New York (A Most Violent Year), regia di J.C. Chandor (2014)
- Spooks - Il bene supremo (Spooks: The Greater Good), regia di Bharat Nalluri (2015)

### Televisione
- I Love Mummy – serie TV (2002)
- Doctors – serie TV (2004)
- Casualty @ Holby City – serie TV, episodio 1x02 (2005)
- Casualty – serie TV, 129 episodi (2001-2007)
- Dead Set, regia di Yann Demange – miniserie TV, 3 puntate (2008)
- Apparitions – miniserie TV, puntata 1x01 (2008)
- Waterloo Road – serie TV, 10 episodi (2009)
- Identity – serie TV, 6 episodi (2010)
- I Borgia (The Borgias)  – serie TV, episodio 1x03 (2011)
- Psychoville – serie TV, 5 episodi (2011)
- Widow Detective, regia di Davis Guggenheim – film TV (2012)
- Il Trono di Spade (Game of Thrones) – serie TV, 7 episodi (2011-2012)
- Testimoni silenziosi (Silent Witness) – serie TV, episodi 15x03-15x04 (2012)
- Body of Proof – serie TV, 13 episodi (2012-2013)
- Exit Strategy, regia di Antoine Fuqua – film TV (2014)
- Scorpion – serie TV, 93 episodi (2014-2018)
- Suspicion – serie TV, 7 episodi (2022)
- FBI – serie TV, episodio 6x04 (2024)

## Doppiatori italiani
Nelle versioni in italiano delle opere in cui ha recitato, Elyes Gabel è stato doppiato da:
- Marco Vivio in Interstellar, Scorpion, Suspicion
- Giuseppe Ippoliti in 1981: Indagine a New York, Spooks - Il bene supremo
- Andrea Quartana in Dead Set
- Massimiliano Plinio in Boogeyman 3
- Diego Baldoin ne I Borgia
- Fabrizio De Flaviis ne Il Trono di Spade
- Gabriele Lopez in Body of Proof
- Gianluca Cortesi in FBI